# Birger Dahlerus
Johan Birger Essen Dahlerus (Stoccolma, 6 febbraio 1891 – Stoccolma, 8 marzo 1957) è stato un imprenditore e diplomatico svedese che, con la denominazione convenzionale di neutrale D, compì una inutile missione di mediazione tra Germania e Gran Bretagna alla vigilia dello scoppio della seconda guerra mondiale.

## Biografia
Fin da giovane Dahlerus aveva intrapreso con successo la carriera industriale, assumendo alla conclusione della prima guerra mondiale la direzione della Skefko Balla Bearing Co., fabbrica inglese situata a Luton, nel Bedfordshire; in tal modo era conosciuto ed aveva numerose amicizie importanti in Gran Bretagna. Nel 1934 conobbe Hermann Göring a Berlino e la simpatia tra i due durò a lungo, tanto che Dahlerus procurò un posto di lavoro a Tomas Kantzow, figliastro di Göring.

### Scoppio della seconda guerra mondiale
Quando la crisi dell'agosto 1939 raggiunse il suo culmine, Dahlerus fu chiamato verso le 22 del 23 agosto da Göring; da quel momento fino allo scoppio della guerra Dahlerus fece la spola tra Londra e Berlino. Il giorno seguente Dahlerus si recò a Berlino e fu ricevuto da Göring, che lo incaricò di recarsi l'indomani a Londra e portare un messaggio orale a Lord Halifax, ministro degli Esteri inglese. Il giorno successivo Dahlerus giunse verso le 13.30 all'aeroporto inglese di Croydon e fu ospitato da Charles F. Spenser, suo amico personale, in attesa di essere ricevuto da Lord Halifax, al quale ha fatto pervenire un breve promemoria riassuntivo con i motivi che lo hanno portato in Gran Bretagna. L'incontro si svolse nella prima serata; il ministro ascoltò il suo interlocutore senza però compromettersi in dichiarazioni. Nella tarda serata Dahlerus comunicò telefonicamente con Göring, che lo informò della cattiva impressione suscitata a Berlino dalla notizia della firma del patto tra Polonia e Gran Bretagna e gli annuncia che secondo lui la guerra sia imminente. Dahlerus telefonò successivamente al Foreign Office e riferì le notizie ricevute da Berlino.
Il giorno dopo, sabato 26 agosto, Dahlerus fu ricevuto nuovamente in tarda mattinata da Lord Halifax. Dahlerus riferì le ultime notizie ricevute da Berlino e invitò il ministro inglese a fare una breve comunicazione indirizzata a Göring, perché questi, secondo l'industriale svedese, era l'unico tedesco che poteva impedire la guerra. Lord Halifax acconsentì e scrisse una breve lettera dove, tra le altre cose, si diceva che gli inglesi avrebbero invitato i polacchi ad evitare qualsiasi ulteriore inasprimento della situazione. Al tempo stesso Lord Halifax confidava che il feldmaresciallo Göring avrebbe fatto tutto il possibile per rendere l'atmosfera politica più tranquilla.
Con questa lettera in mano Dahlerus riparte immediatamente in aereo per Berlino, dove giunse verso le 19 ed incontrò immediatamente Göring, che, non appena lesse il messaggio del ministro inglese, si precipitò da Hitler. Poco dopo anche Dahlerus fu portato alla Cancelleria, dove incontrò il Führer. Come raccontato nelle memorie del diplomatico svedese, all'inizio Hitler parlò amabilmente con l'ospite e riassunse brevemente le tesi tedesche. Poi Hitler ebbe una esplosione d'ira contro l'Inghilterra ed urlò: "Se scoppierà la guerra, costruirò sommergibili! Costruirò sommergibili, sommergibili, sommergibili! Costruirò aeroplani, aeroplani, aeroplani e distruggerò i miei avversari!". Continuò poi: "La guerra non mi spaventa. Il mio popolo mi adora. Se non ci sarà più burro, sarò io a non mangiarne ed il popolo tedesco farà la stessa cosa volentieri. Io resisterò un anno più del nemico, grazie all'ascendente che ho sul popolo tedesco!". Dopo essersi calmato, Hitler si disse disposto a fare una ultima offerta agli inglesi, ma temeva che in precedenza l'ambasciatore Nevile Henderson non lo avesse capito appieno. Per tale motivo Hitler incaricò direttamente Dahlerus di recarsi un'altra volta a Londra e di esporre le richieste tedesche. Nella successiva mezz'ora Dahlerus dovette imparare a memoria un elenco di proposte avanzate dal Cancelliere tedesco. Nella sostanza sono le stesse che Hitler aveva già esposto all'ambasciatore britannico: restituzione di Danzica e del Corridoio alla Germania; la Polonia avrebbe conservato il diritto d'uso del porto della città baltica e la sovranità su Gdynia, compreso un corridoio e una porzione di territorio attorno alla città; la Germania avrebbe garantito i nuovi confini polacchi; restituzione alla Germania delle colonie perse in seguito alla prima guerra mondiale o compensazioni equivalent con colonie inglesi. Ottenuti questi obiettivi, Hitler era disposto a firmare un accordo con la Gran Bretagna, con cui la Germania avrebbe garantito con il proprio esercito la sopravvivenza e la protezione dell'Impero britannico in qualsiasi parte del mondo ove fosse stato necessario.
Il giorno successivo (domenica 27 agosto) Dahlerus giunse all'aeroporto di Croydon, presso Londra con un volo Lufthansa. All'aeroporto vi era una certa confusione e numerosi giornalisti, perché qualche notizia sulle trattative segrete era trapelata. Come riportato dal Daily Herald, si riteneva che fosse un funzionario del ministero degli Esteri tedesco, ma si sapeva per certo che era latore di un messaggio per il Primo Ministro inglese. Dahlerus venne immediatamente portato al numero 10 di Downing Street, dove era atteso da Neville Chamberlain e da Lord Halifax. Dahlerus riportò il messaggio di Hitler mandato a memoria e i due politici inglesi non poterono che verificare che, tranne alcuni minimi dettagli, erano le stesse richieste già dette da Hitler all'ambasciatore Neville Henderson. In ogni caso venne deciso di utilizzare ancora il mediatore svedese: questi sarebbe rientrato immediatamente in Germania per anticipare le risposte inglesi, mentre l'ambasciatore  Henderson sarebbe rientrato il giorno successivo. Verso le 23 l'aereo con Dahlerus atterrò all'aeroporto di Tempelhof, il quale si affrettò alla residenza di Göring per riferire il messaggio inglese, anche questo mandato a memoria. In tale messaggio il governo inglese dichiarò la propria disponibilità in linea di massima per un accordo con la Germania; auspicò l'inizio di trattative dirette tra Germania e Polonia per la soluzione del problema di Danzica e del Corridoio, ma, contrariamente da quanto detto nel messaggio di Hitler, i confini polacchi non dovevano essere garantiti dalla sola Germania, ma da questa unitamente alla Gran Bretagna, alla Francia, all'Unione Sovietica e all'Italia. Per quanto riguardava la restituzione delle colonie tedesche, il governo inglese non riteneva che questo fosse il momento adatto, se ne poteva parlare dopo la conclusione degli altri accordi e dopo la smobilitazione tedesca ai confini polacchi. Infine l'offerta di Hitler di garantire con le proprie armi l'Impero britannico è ritenuta inconciliabile con gli interessi e la dignità della Gran Bretagna. Dopo aver ascoltato tutto il messaggio, Göring è fiducioso di poter arrivare ad una conclusione positiva della crisi e si reca da Hitler nella Cancelleria per informarlo; più tardi, in piena notte, il feldmaresciallo telefonò a Dahlerus per avvisarlo che Hitler rispettava il punto di vista inglese, ma si riservava di dare una risposta definitiva fino a che l'ambasciatore Henderson non gli avesse confermato la risposta ufficiale inglese anticipata da Dahlerus stesso. In ogni caso Göring rimaneva sufficientemente ottimista. La lunga giornata di Dahlerus si concluse verso le 5 del mattino, dopo essersi recato all'ambasciata inglese di Berlino per riferire di persona gli avvenimenti accaduti.
Dahlerus raccontò le sue esperienze per tentare di fermare la guerra nel libro Sista försöket, pubblicato anche in Italia con il titolo L'ultimo tentativo.
Fu chiamato a testimoniare al processo di Norimberga. Morì a Stoccolma nel 1957.